# Czy pamiętasz tę noc w Zakopanem (singel Tadeusza Millera)
Czy pamiętasz tę noc w Zakopanem – singel nagrany przez polskiego piosenkarza Tadeusza Millera w 1947 dla poznańskiej wytwórni płyt Mewa.
Ten przebój, który zyskał sporą popularność jeszcze przed II wojną, skomponował Zygmunt Karasiński – kompozytor setek piosenek, lider zakładanych przez siebie orkiestr, przed wojną współpracujący często z innym muzykiem – Szymonem Kataszkiem. I właśnie Kataszek wymieniany jest jako współautor tej melodii. Autorem słów jest Aleksander Jellin.
Piosenkarzowi towarzyszyła podczas nagrania orkiestra pod kierownictwem Konrada Bryzka.
Na stronie B umieszczono tango „Pedro”, które skomponował Czesław Żak; słowa napisał Zbigniew Drabik. Powtórzona została w ten sposób zawartość płyty Janusza Popławskiego, który oba te utwory nagrał w 1939 dla wytwórni Odeon. Na płycie Mewy Tadeusza Millera śpiewającego „Pedro” słychać tym razem na tle orkiestry Charlesa Bovery’ego.
10-calowa monofoniczna płyta (odtwarzana z prędkością 78 obr./min.), wydana została w 1947 przez wytwórnię Muza z etykietą Melodje i numerem katalogowym 113. Numery podane na naklejkach to odpowiednio a: 47350-3 i b: 47334.

## Muzycy
- Tadeusz Miller – śpiew (a,b)
- Orkiestra Konrada Bryzka (a)
- Orkiestra Charlesa Bovery’ego (b)

## Lista utworów
- A: „Czy pamiętasz tę noc w Zakopanem” tango (muz. Z. Karasiński, Sz. Kataszek; sł. A. Jellin 1)
- B: „Pedro”  tango (muz. Cz. Żak; sł. Z. Drabik)

1 na naklejce płyty napisano: muz. i sł. Z. Karasiński